# Spondartriter
Spondartriter eller spondylartriter är en grupp av sjukdomar som innefattar reaktiva artriter, ankyloserande spondylit, psoriasisartrit och artriter som hör samman med inflammatoriska tarmsjukdomar. Dessa sjukdomar liknar varandra.

## Psoriasisartrit
Psoriasis är en långvarig hudsjukdom. Ett par procent av befolkningen har psoriasis. En knapp tiondel av dessa har psoriasisartrit. Orsaken till sjukdomen är oklar. Vanligen är hudutslag ett första tecken på sjukdomen. Test för reumatoid faktor är negativt. Sjukdomen drabbar ofta ett fåtal relativt stora leder, men även små leder kan bli drabbade. Vid en ovanligare form är det ryggraden som drabbas. NSAID är standardbehandlingen, men vid mycket svåra fall kan behandlingen som vid reumatoid artrit förekomma.

## Artrit vid inflammatorisk tarmsjukdom
Ulcerös kolit och Morbus Crohn kan ge ledinflammation. Särskilt drabbade är knä- och sakroiliakalederna. På skelettröntgen kan man se förändringar.

## Reaktiv artrit
I samband med, eller efter, infektion uppstår reaktiv artrit. Reaktiva ledinflammationer hör till gruppen seronegativa reumatiska ryggradssjukdomar. Det finns tre vanliga reaktiva artriter.

### Reumatisk feber
Uppkommer efter halsinfektion med betahemolytiska streptokocker. I västvärlden är denna sjukdom ovanlig. Hjärtat kan angripas, speciellt hjärtklaffarna och då speciellt mitralisklaffen. Ibland finns det en tillfällig hjärnpåverkan med ryckiga rörelser som följd. Feber och snabbt tillkomna smärtor i leder är vanligt. Drabbade leder är knä-, fot- och armbågsleder. Artriten flyttar runt och brukar inte permanent skada lederna. Antibiotika ges flitigt.

### Reiters syndrom
Om ledinflammationer (artriter) uppträder i kombination med inflammationssymptom från ögon, hud, mun eller slemhinnor i könsorgan och urinrör talar man om Reiters syndrom. Infektion av gonorré eller klamydia är en vanlig orsak. Men ännu vanligare är att den kommer efter tarminfektion, matförgiftning bland annat från bakterier inom släkterna shigella, campylobacter och salmonella. Sjukdomen kan vara mycket smärtsam och kan kräva sjukhusvård. Antibiotika och NSAID ges ofta.

### Enteroartrit
Enteroartrit kan orsakas av salmonellainfektioner i tarmarna samt av yersinia, campylobacter, shigella och till och med av vanlig diarré exempelvis i samband med utlandsresor. Artriten uppkommer ofta några veckor efter bakterieinsjuknandet. Antibiotika ges ofta.

## Ankyloserande spondylit
Ankyloserande spondylit, 'MB Bechterew', alternativt pelvospondylit, drabbar sakroilikalederna samt ryggradens leder, men även andra leder kan drabbas. Sjukdomen ger sig ofta först till känna genom smärta i ryggslutet då lederna blir morgonstela och ryggen blir undan för undan stelare. För smärtbehandling ges icke steroida antiinflammatoriska läkemedel (NSAID-preparat). Sjukgymnastik är viktigt.